# Vignacourt
 Vignacourt  ist eine französische Gemeinde mit 2280 Einwohnern (Stand 1. Januar 2022) im Département Somme in der Region Hauts-de-France. Sie gehört zum Arrondissement  Amiens und zum Kanton Flixecourt.

## Bevölkerungsentwicklung
| Jahr      | 1962 | 1968 | 1975 | 1982 | 1990 | 1999 | 2007 |
| Einwohner | 1594 | 1828 | 2007 | 2369 | 2294 | 2183 | 2232 |

## Persönlichkeiten
- Louis-Auguste d’Albert (1678–1744), Duc de Chaulnes, Vidame d’Amiens, Comte de Picquigny et de Vignacourt, Pair von Frankreich, Pair de France, Marschall von Frankreich

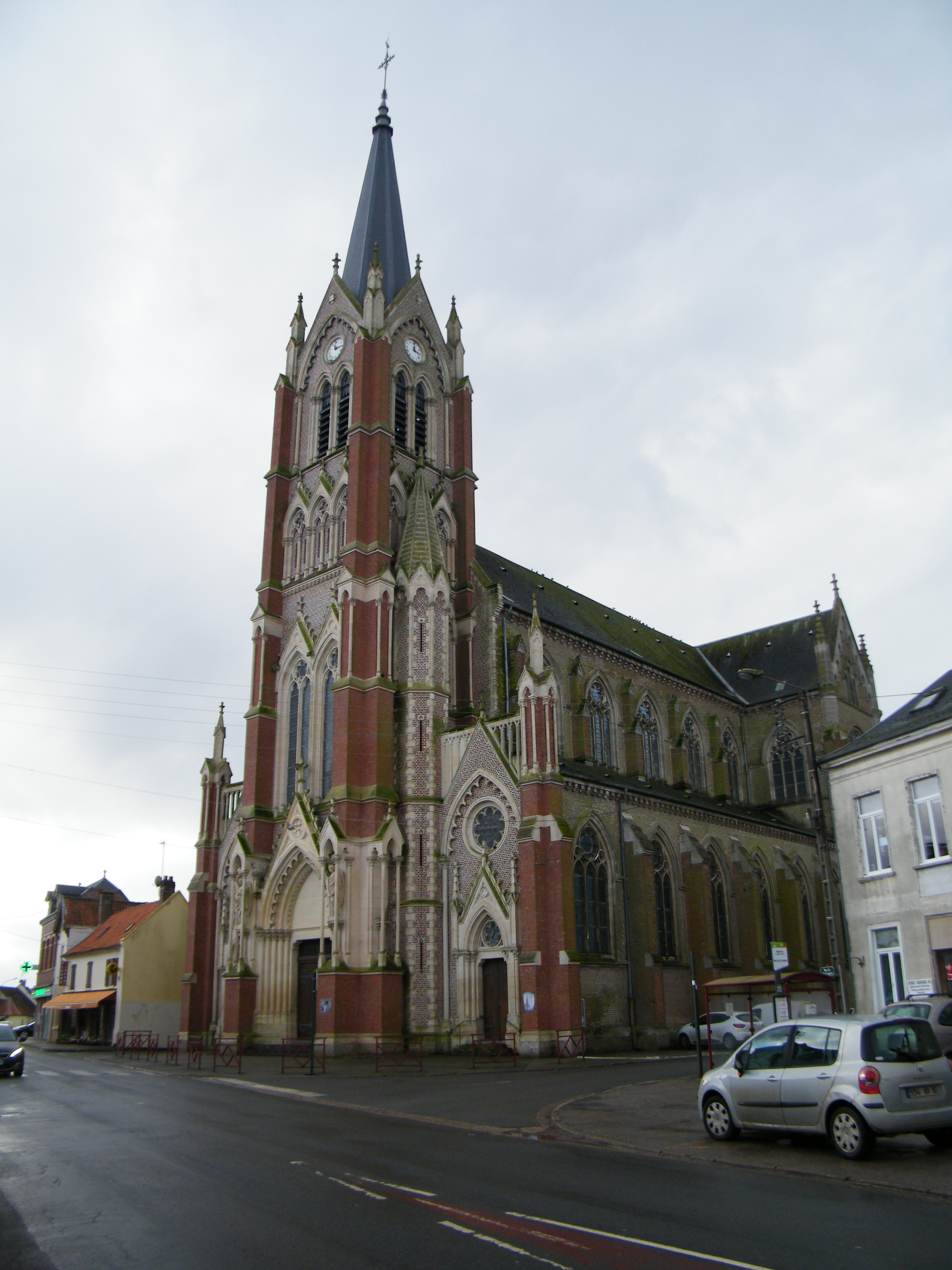
Kirche Saint-Firmin